# Karl-Wilhelm Welwei
Karl-Wilhelm Welwei (* 17. Oktober 1930 in Witten; † 25. August 2013 ebenda) war ein deutscher Althistoriker.
Der Sohn eines Kaufmanns legte an der Wittener Oberschule für Jungen, dem heutigen Ruhr-Gymnasium Witten, das Abitur ab. Er studierte Geschichte, Latinistik und Sportwissenschaft an der Universität und der Sporthochschule Köln. 1956 legte er das Staatsexamen ab. Seit April 1957 war er als Studienrat am Wittener Ruhrgymnasium tätig. Welwei wurde 1963 in Köln bei Hans Volkmann promoviert mit der Arbeit Könige und Königtum im Urteil des Polybios. Er habilitierte sich 1970/71 an der Universität Bochum mit Untersuchungen zur Verwendung von Unfreien im antiken Kriegsdienst. Von 1972 bis zu seiner Emeritierung 1996 war er Professor für Alte Geschichte und Historische Hilfswissenschaften in Bochum. Seit 1993 war Welwei Mitglied des Deutschen Archäologischen Instituts. Bedeutende akademische Schüler Welweis in Bochum waren Karl-Joachim Hölkeskamp und Mischa Meier.
Welwei galt als einer der besten Kenner der Geschichte des antiken Griechenlands und genoss auch international einen hervorragenden Ruf. Mehrere seiner Publikationen, häufig auch für ein weiteres Publikum geschrieben, sind inzwischen zu Standardwerken geworden (etwa Die griechische Polis, Athen. Vom neolithischen Siedlungsplatz zur archaischen Großpolis, Das klassische Athen. Demokratie und Machtpolitik im 5. und 4. Jahrhundert sowie eine Darstellung über Sparta). Als letzte große Studie hatte er 2011 eine Gesamtdarstellung zur antiken griechischen Geschichte bis zum Beginn des Hellenismus veröffentlicht. Die Darstellung wurde im Januar 2012 von der Süddeutschen Zeitung und dem Norddeutschen Rundfunk unter die zehn besten Sachbücher des Monats gewählt.
Seine Forschungsschwerpunkte waren neben dem antiken Griechenland das römische Reich (Republik und frühe Kaiserzeit) sowie die römisch-germanischen Beziehungen; zum letztgenannten Thema hat er zusammen mit den Mediävisten Hans-Werner Goetz und Steffen Patzold eine Quellensammlung in zwei Bänden herausgegeben. Sie beinhaltet bedeutende literarische Quellen zu den Germanen bis in die Völkerwanderungszeit in einer zweisprachigen und kommentierten Ausgabe.
Welwei starb am 25. August 2013 und wurde am 2. September des Jahres auf dem evangelischen Friedhof Witten-Bommern beigesetzt.

## Schriften (Auswahl)
Monographien
- Könige und Königtum im Urteil des Polybios. Köln 1963 (zugleich: Dissertation, Universität Köln 1964).
- Unfreie im antiken Kriegsdienst. Steiner u. a., Wiesbaden u. a. 1974–1988 (zugleich: Habilitationsschrift, Universität Bochum 1970/1971);
  - Bd. 1: Athen und Sparta (= Forschungen zur antiken Sklaverei. Bd. 5). 1974, ISBN 3-515-01918-9;
  - Bd. 2: Die kleineren und mittleren griechischen Staaten und die hellenistischen Reiche (= Forschungen zur antiken Sklaverei. Bd. 8). 1977, ISBN 3-515-02643-6;
  - Bd. 3: Rom (= Forschungen zur antiken Sklaverei. Bd. 21). 1988, ISBN 3-515-05206-2.
- Athen. Vom neolithischen Siedlungsplatz zur archaischen Großpolis. Wissenschaftliche Buchgesellschaft, Darmstadt 1992, ISBN 3-534-07541-2.
- Die griechische Polis. Verfassung und Gesellschaft in archaischer und klassischer Zeit. Kohlhammer, Stuttgart u. a. 1983, ISBN 3-17-007935-2 (3. Auflage, herausgegeben von Karl-Joachim Hölkeskamp und Mischa Meier. Steiner, Stuttgart 1998, ISBN 3-515-07174-1).
- Das klassische Athen. Demokratie und Machtpolitik im 5. und 4. Jahrhundert. Primus-Verlag, Darmstadt 1999, ISBN 3-89678-117-0.
- Polis und Arché. Kleine Schriften zu Gesellschafts- und Herrschaftsstrukturen in der griechischen Welt (= Historia. Einzelschriften. Heft 146). Herausgegeben von Mischa Meier. Steiner, Stuttgart 2000, ISBN 3-515-07759-6.
- Die griechische Frühzeit. 2000 bis 500 v. Chr. C. H. Beck, München 2002, ISBN 3-406-47985-5 (2., durchgesehene und aktualisierte Auflage. ebenda 2007, ISBN 978-3-406-47985-4).
- Res publica und Imperium. Kleine Schriften zur römischen Geschichte (= Historia. Einzelschriften. Heft 177). Herausgegeben von Mischa Meier und Meret Strothmann. Steiner, Stuttgart 2004, ISBN 3-515-08333-2.
- Sparta. Aufstieg und Niedergang einer antiken Großmacht. Klett-Cotta, Stuttgart 2004, ISBN 3-608-94016-2.
- Griechische Geschichte. Von den Anfängen bis zum Beginn des Hellenismus. Schöningh, Paderborn u. a. 2011, ISBN 978-3-506-77306-7.
- Nachlese. Kleine Schriften zur Sozial- und Herrschaftsgeschichte in der griechischen und römischen Welt. Herausgegeben von Iris Samotta. Steiner, Stuttgart 2012, ISBN 978-3-515-09939-4.

Herausgeberschaften
- mit Hans-Werner Goetz: Altes Germanien. Auszüge aus den antiken Quellen über die Germanen und ihre Beziehungen zum Römischen Reich. Quellen der Alten Geschichte bis zum Jahre 238 n. Chr. (= Ausgewählte Quellen zur deutschen Geschichte des Mittelalters. Bd. 1a, 1–2). 2 Bände. Wissenschaftliche Buchgesellschaft, Darmstadt 1995, ISBN 3-534-05958-1.
- mit Hans-Werner Goetz und Steffen Patzold: Die Germanen in der Völkerwanderung. Auszüge aus den antiken Quellen über die Germanen von der Mitte des 3. Jahrhunderts bis zum Jahre 453 n. Chr. (= Ausgewählte Quellen zur deutschen Geschichte des Mittelalters. Bd. 1b, 1–2). 2 Bände. Wissenschaftliche Buchgesellschaft, Darmstadt 2006–2007, ISBN 3-534-19637-6 (Bd. 1), ISBN 978-3-534-19643-2 (Bd. 2).